# بخش دالماتوفسکی
بخش دالماتوفسکی (به لاتین: Dalmatovsky District) یک منطقهٔ مسکونی در روسیه است که در استان کورگان واقع شده‌است.